# Jesse James Rides Again
Jesse James Rides Again (bra: A Volta de Jesse James) é um seriado estadunidense de 1947, gênero western, dirigido por Fred C. Brannon e Thomas Carr, em 13 capítulos, estrelado por Clayton Moore, Linda Stirling, Roy Barcroft e Tom London. Foi produzido e distribuído pela Republic Pictures, e veiculou nos cinemas estadunidenses a partir de 2 de agosto de 1947.
O seriado apresenta uma livre interpretação e romantização das aventuras do lendário fora da lei Jesse James, não guardando relação, porém, com sua história na vida real.
O seriado apresentou uma continuação, Adventures of Frank and Jesse James, também produzido pela Republic, em 1948, e igualmente estrelado por Clayton Moore. Em 1949, a Republic faria um novo seriado sobre Jesse James, The James Brothers of Missouri, com o ator Keith Richards interpretando Jesse e Robert Bice como Frank James.

## Jesse James

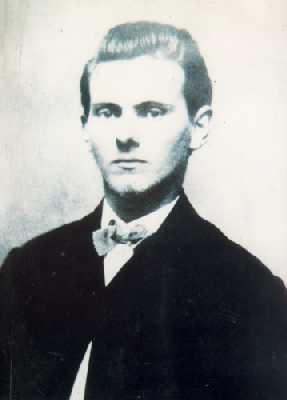
O real Jesse James, fora da lei que inspirou diversos filmes e seriados.

Foram diversos os filmes feitos sobre Jesse James, ao longo da história do cinema, alguns sobre fatos reais de sua vida, outros com interpretações livres sobre o espírito aventureiro do famoso fora-da-lei. Antes dos seriados da Republic, em 1921, nos filmes Jesse James Under the Black Flag e Jesse James as the Outlaw, James foi interpretado por seu próprio filho, Jesse James Jr.<. Em 1927, Jesse James foi interpretado por Fred Thomson, no filme Jesse James. O grande sucesso no cinema veio em 1939, com o filme Jesse James, em que James era interpretado por Tyrone Power.

## Elenco
- Clayton Moore … Jesse James
- Linda Stirling … Ann Bolton
- Roy Barcroft … Frank Lawton
- John Compton … Steve Lane
- Tristram Coffin … James Clark
- Tom London … Sam Bolton
- Holly Bane … Tim
- Edmund Cobb … Wilkie
- Monte Montague ... Cocheiro
- Tom Chatterton ... Xerife Mark Tobin (não-creditado)
- George Chesebro ... Gus Simons (não-creditado)

## Produção
Jesse James Rides Again foi orçado em $149,967, porém seu custo final foi $180,497. Foi filmado entre 10 de janeiro e 5 de fevereiro de 1947, e foi a produção nº 1696.
Este foi um dos quatro seriados com 13 capítulos produzidos pela Republic.

## Lançamento

### Cinema
O lançamento oficial de Jesse James Rides Again é datado de 2 de agosto de 1947, porém esta é a data da disponibilização do 6º capítulo.
O seriado foi relançado em 28 de março de 1955, entre o lançamento original de Panther Girl of the Kongo e King of the Carnival.

## Capítulos
1. The Black Raiders (20min)
2. Signal for Action (13min 20s)
3. The Stacked Deck (13min 20s)
4. Concealed Evidence (13min 20s)
5. The Corpse of Jesse James (13min 20s)
6. The Traitor (13min 20s)
7. Talk or Die! (13min 20s)
8. Boomerang (13min 20s)
9. The Captured Raider (13min 20s)
10. The Revealing Torch (13min 20s)
11. The Spy (13min 20s)
12. Black Gold (13min 20s)
13. Deadline at Midnight (13min 20s)

Fonte: